# 고서희
고서희(1977년 2월 28일 ~ )는 한국의 여자 배우이다. 2000년 개봉한 이창동 감독의 영화 《박하사탕》에 조연으로 출연하며 연기 활동을 시작했고, 2003년 개봉한 봉준호 감독의 영화 《살인의 추억》에도 조연으로 출연했다. 이후 여러 영화에 꾸준히 조연이나 단역으로 출연하며 활동했다. 2014년 개봉한 독립 영화 《보호자》에는 주연 중 한 명으로 출연하기도 했다. 그 밖에 단편 영화와 텔레비전 드라마에도 출연했고 연극, 뮤지컬 무대에서도 활동했다.

## 학력
- 한국예술종합학교

## 삶과 경력

### 초기 활동
고서희는 1977년 2월 28일 태어났다. 고등학교 때 연극반 활동을 했으며, 한국예술종합학교 연극원 연기과에 진학해서 2000년 졸업했다. 고서희는 한국예술종합학교 재학 시절 오디션을 거쳐 이창동 감독의 영화 《박하사탕》(2000년)에서 김영호(설경구 분)와 하룻밤을 보내는 술집 여자 경아 역(조연)을 맡으며 영화에 첫 출연했다. 이창동은 그녀를 캐스팅한 이유에 대해 “경아 역의 고서희는 지원자 중에서 미모로는 가장 떨어졌다. 팔등신 미인들이 워낙 많았으니까. 연기 한 가지씩 시켜봤다. 엄마가 암으로 곧 죽을 텐데, 사실을 모르는 엄마한테 전화로 어떻게 말하겠느냐였다. 고서희는 그런 말을 어떻게 하느냐며 금방 눈물이 그렁해졌다. 그래도, 그냥 해보라고 했더니 눈물이 범벅이 돼서 대사가 엉망이었다. 어떻게 연기할까를 고민하기 이전에 그 상황을 그대로 느낄 수 있는 감성이 연기의 출발 아닐까. 연기는 그 다음이다.”라고 말하였다. 고서희는 이창동 감독과의 인연으로 이후 이창동 감독의 다음 영화인 《오아시스》(2002년), 《밀양》(2007년)에 단역으로 출연하기도 했다.
고서희는 한국예술종합학교를 졸업한 이듬해인 2001년 대학로에서 연극 《원더풀 초밥》에 출연하였다. 그녀는 이를 본 봉준호 감독에게 오디션 제의를 받고 영화 《살인의 추억》(2003년)에 여자 경찰 권귀옥 역(조연)에 캐스팅되었다. 그녀는 이 역을 위해 오랫동안 길렀던 머리도 단발로 잘라야 했다. 2003년 4월 개봉한 《살인의 추억》은 525만여 명의 관객을 동원하며 크게 흥행하였는데, 고서희가 연기한 여경 권귀옥은 연쇄살인 사건의 공통점을 잡아내는 눈에 띄는 역할이었다.

### 2004년–현재
이후 고서희는 영화 《안녕! 유에프오》(2004년), 《잔혹한 출근》(2006년)에 조연으로 출연하였고, 단편 영화 《호랑이 푸로젝트》(2004년), 《그녀의 핵주먹》(2006년) 등에도 출연하였다. 그녀가 출연한 단편 영화 《그녀의 핵주먹》은 2006년 제8회 서울여성영화제 아시아 단편경선 부문 우수상을 수상하기도 했다. 한편, 고서희는 2005년 뮤지컬 《인당수 사랑가》에 뺑덕네, 멍순, 삼월이 역으로 출연했고, 2007년에는 영화 전문 케이블 채널 채널CGV에서 방송된 ‘18’(에이틴) 네번째 에피소드 《램프의 요정》에서 기범(이정우 분)의 누나 은아 역(조연)을 맡으며 텔레비전에도 출연하였다.
고서희는 이후에도 영화 《오프로드》(2007년), 《가루지기》(2008년), 《차우》(2009년), 《부당거래》(2010년), 《점쟁이들》(2012년), 《플랜맨》(2014년) 등에 조연이나 단역으로 출연하며 꾸준히 연기 활동을 하였다. 2014년 개봉한 독립 영화 《보호자》에서는 김수현(전모 역)과 함께 유괴된 딸을 구하기 위해 다른 아이를 유괴해야 하는 부모를 연기했다.

## 출연작
| - 박하사탕 (2000년) - 경아 역 - 오아시스 (2002년) - 생수병 여자 역 (단역) - 살인의 추억 (2003년) - 권귀옥 역 - 안녕! 유에프오 (2004년) - 미란 역 - 아홉살 인생 (2004년) - 신기순 역 - 잔혹한 출근 (2006년) - 민주 모 역 - 밀양 (2007년) - 은행원 역 - 오프로드 (2007년) - 주희 역 (독립영화) - 궁녀 (2007년) - 중전 역 - 가루지기 (2008년) - 슬비 역 - 멋진 하루 (2008년) - 노트북 아가씨 / 판촉도우미 5 역 - 차우 (2009년) - 덕구 엄마 역 - 불신지옥 (2009년) - 약사 역 - 부당거래 (2010년) - 철기 여동생 역 - 점쟁이들 (2012년) - 풍황류 보살 역 - 플랜맨 (2014년) - 정석 모 역 - 보호자 (2014년) - 지연 역 - 나의 독재자 (2014년) - 다방언니 역 - 마돈나 (2015년) - 현주 역 - 성난 변호사 (2015년) - 로믹스 피해 증인 역 - 히야 (2016년) - 황 여사 (선수 6) 역 - 파파좀비 (2016년) - 승구 엄마 역 - 물괴 (2018년) - 무당 역 - 배심원들 (2019년) - 주민센터직원 역 - 구르는 수레바퀴 (2020년) - 강릉보살 역 - 갈매기 (2021년) - 인애 역 - 제8일의 밤 (2021년) - 처녀보살 역 - 오마주 (2022년) - 세영 역 - 헌트 (2022년) - 표동호 아내 역 - 대치동 스캔들 (2024년) - 혜린 엄마 역 - 여름이 지나가면 (2025년) - 기준 엄마 역 - 내복 (2001년) - 승부 (2001년) - 성길처 역 - 오디션 (2002년) - 자전거 경주 (2003년) - 은수 역 - 호랑이 푸로젝트 (2004년) - 나 역 - 관성의 법칙 (2005년) - 바텐더 역 - 숙자야 (2005년) - 여자숙자 역 - 플라워 숍 (2005년) - 은영 역 - 후... (2005년) - 그녀의 핵주먹 (2006년) - 현정 역 - 빨간 불 (2008년) - 무영아내 역 - 애정 (2012년) - 준경 역 | - 램프의 요정 (2007년, 채널CGV) - 은아 역 (채널 CGV 에이틴 에피소드 4) - 사랑은 배달 중 (2008년, 채널CGV) - 현정 역 (채널 CGV 그녀들의 로망백서 에피소드 4) - 조선X파일 기찰비록 (2010년, tvN) - 넝쿨째 굴러온 당신 (2012년, KBS2) - 드라마 작가 역 - 감격시대: 투신의 탄생 (2014년, KBS2) - 단역 (4회, 5회 출연) - 위대한 조강지처 (2015년, MBC) - 변순정 역 - 마담 앙트완 (2016년, JTBC) - 굿바이 미스터 블랙 (2016년, MBC) - 납치범 역 - 뱀파이어 탐정 (2016년, OCN) - 임미라 역 - 검법남녀 (2018년, MBC) - 장이남 역 - 드라마 스테이지 - 물비늘 (2018년, tvN) - 낭만닥터 김사부 2 (2020년, SBS) - 승혜 역 - 정신병동에도 아침이 와요 (2023년, Netflix) - 송애신 역 - 수사반장 1958 (2024년, MBC) - 장말순 역 - 감사합니다 (2024년, tvN) - 식당 사장 역 - 선의의 경쟁 (2025년, U+모바일tv) - 남지연 역 - 《원더풀 초밥》 (2001년) - 《토스카나》 (2012년) - 조아나 역 - 《인당수 사랑가》 (2005년) - 뺑덕네, 멍순, 삼월이 역 - 2012년 〈밀랍인형〉 (매닉) |

* 단편 영화는 개봉일(공개일)을 정확히 알 수 없어 영화진흥위원회 영화관입장권 통합전산망 웹사이트에서 조회되는 제작 연도나 출처의 표시 연도 순으로 가나다 순으로 배열했다. 영화진흥위원회 영화관입장권 통합전산망 웹사이트의 제작 연도와 출처의 표시 연도가 다를 경우 영화진흥위원회 영화관입장권 통합전산망 웹사이트의 제작 연도를 우선시했다.